# RR (Film)
RR ist ein 2007 veröffentlichter US-amerikanischer experimenteller Reisefilm von James Benning.

## Handlung
In 43 Aufnahmen zeigt Benning die Durchfahrt eines Güterzuges in den amerikanischen Weiten. Die Kamera ist dabei festgestellt. Eine Einstellung hat die Länge der Durchfahrt des jeweiligen Zuges. Neben den Geräuschen des vorbeifahrenden Zuges erfolgt die Einspielung der Übertragung eines Baseballspiels von 1992, eines Coca-Cola-Werbejingles gesungen von Karen Carpenter, Gregory Peck, der aus der Offenbarung des Johannes liest, die Interpretation des Songs „This Land Is Your Land“ von Woody Guthrie, die Abschiedsrede von Eisenhower, die „Battle Hymn of the Republic“ gesungen von einem Mormonenchor sowie den N.W.A-Rap „Fuck the Police“.

## Kritiken
„Während RR, gemessen an unseren Erwartungen an einen Benning-Film, auf den ersten Blick vielleicht als ein weit weniger strukturalistischer Film erscheinen mag, könnte er sich bei näherer Betrachtung ganz im Gegenteil als sein rigorosestes strukturalistisches Experiment erweisen.“

„Auch in seinem Eisenbahn-Film „RR – Railroad“ wird das mehrfach geschichtete Konglomerat der amerikanischen Landschaft, die durch gewaltsame Prozesse des Raubs, der Verwüstung, der Kartierung und des Naturschutzes geformt ist, durchsichtig und entzifferbar. Nicht das aufgeschlagene Buch der Natur, sondern die politische Ökonomie der unausgesetzten Landnahme wird in Bennings Filmen lesbar.“